# Södra Bäckasjön (Jämshögs socken, Blekinge)
Södra Bäckasjön är en sjö i Olofströms kommun i Blekinge och ingår i Skräbeåns huvudavrinningsområde.